# كنساكو آبي
كنساكو آبي مواليد 13 مايو 1980 في كاناغاوا، اليابان، هو لاعب كرة قدم ياباني. يلعب كحارس مرمى.

## مرحلة الشباب

### أندية لعب لها
- جامعة تسوكوبا

## روابط خارجية
- كنساكو آبي على موقع رابطة كرة القدم اليابانية للمحترفين (اليابانية)
- كنساكو آبي على موقع قاعدة بيانات كرة القدم.إي يو (الإنجليزية)
- كنساكو آبي على موقع Soccerway.com (الإنجليزية)
- كنساكو آبي على موقع عالم كرة القدم.نت (الإنجليزية)